# Аксамитов Дмитро Васильович
Дмитро́ Васи́льович Аксами́тов (дати народження і смерті невідомі) — російський архітектор («палатних справ майстер») кінця XVII — початку XVIII століття.

## Роботи
Збудував у Москві Лефортовський палац (центральний корпус) для вельможі швейцарського походження Франца Лефорта (1697—1698), наближеного до царя Петра І.

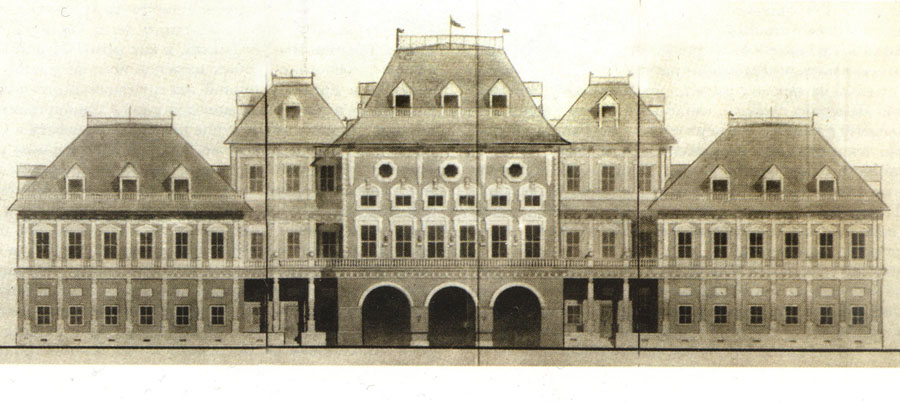
Архітектор Аксамитов Д. В. Первісний палац для Лефорта. Німецька слобода в Москві, до 1699 року.

Працював в Україні, зокрема в Києво-Печерській лаврі. Є припущення, що він керував будівництвом в оборонних мурів навколо Верхньої лаври і пов'язаних з ними споруд. Також, ймовірно, був архітектором Церкви Всіх Святих, зведеної у 1696—1698 роках в стилі українського бароко.